# Desierto de Rub al-Jali
El desierto de Rub al-Jali (en árabe: الربع الخالي, literalmente,  «cuadrante vacío») o al Rab al Khali es uno de los mayores desiertos de arena del mundo, formando parte del más amplio desierto de Arabia. Administrativamente, comprende la mayor parte del tercio meridional de la península arábiga, entre Arabia Saudita, Omán, los Emiratos Árabes Unidos y Yemen. Tiene una extensión de unos 650 000 km² (mayor que la península ibérica), y se sitúa entre los 44°30′ y los 56°30′ E de longitud, y entre los 16°30′ y los 23°00′ N de latitud.
Geológicamente, el Rub al-Jali es uno de los lugares más ricos en petróleo del mundo. Shaybah, en mitad del desierto, es un importante centro de producción de petróleo crudo ligero en Arabia Saudita. El campo Ghawar también se extiende en parte por el extremo septentrional del Rub al-Jali.
En verano, la temperatura puede llegar hasta los 55 °C a mediodía. Las dunas de arena alcanzan alturas de más de 300 metros. Sin embargo, incluso en un lugar así, hay vida, encontrándose algunos arácnidos, roedores y plantas, entre otros. Ecológicamente, el Rub al-Jali se incluye en la ecorregión denominada desierto y monte xerófilo de Arabia y el Sinaí.
La desertificación se ha incrementado a lo largo de los milenios. Hasta el año 300, las caravanas de camellos transportaban el olíbano a través del Rub al-Jali; la ciudad perdida de Ubar dependía de ese comercio. Más recientemente, algunas poblaciones tribales están presentes en ciertos lugares del desierto, sobre todo en la región de Najran. Los asentamientos están unidos por carretera con fuentes de agua y explotaciones petrolíferas.

## Historia
Explorado solo recientemente, ni siquiera los propios beduinos se aventuran hacia su interior. Las primeras exploraciones documentadas por occidentales fueron las de Bertram Thomas en 1931 y St John Philby en 1932. Entre 1946 y 1950 Wilfred Thesiger cruzó la región varias veces y cartografió parcialmente el desierto y las montañas de Omán. Hoy en día hay empresas que ofrecen excursiones guiadas por GPS.

## En la cultura popular
En 2011, este desierto fue protagonista en el videojuego Uncharted 3: La traición de Drake, de PlayStation 3. El argumento de este juego es encontrar la antigua ciudad perdida de Ubar o Iram la de los pilares en este lugar.